# اوه ملوان
«اوه ملوان» (به انگلیسی: O' Sailor) ترانه‌ای نوشته و ضبط‌شده توسط فیونا اپل می‌باشد که در ۱۵ اوت سال ۲۰۰۵ منتشر گردید و در سومین آلبوم استودیویی وی تحت عنوان ماشین شگفت‌انگیز (۲۰۰۵) قرار دارد.